# Vật lý điện
Vật lý điện là một ngành vật lý chuyên nghiên cứu về điện, tương tác giủa điện và vật đưa đến các định luật điện.... Tự xưa, người ta đả nhận ra, khi có đụng chạm giửa người và cánh cửa vào mùa đông sẻ tạo ra hiện tượng điện giựt. Mọi vật

## Điện nguồn
Các nguồn phát ra điện đã được phát hiện bao gồm Điện giải, Điện cực, Quang tuyến nhiệt điện, Biến đổi điện AC sang DC, Điện cảm ứng từ
Các nguồn phát ra điện tạo ra 2 loai điện. Điện DC hay Điện một chiều cho một điện thế có điện không đổi theo thời gian có thể biểu diển bằng công thức toán học sau {\displaystyle v(t)=V}. Điện AC hay Điện hai chiều cho một điện thế có điện thay đổi theo thời gian theo hàm số sóng sin có thể biểu diển bằng công thức toán học sau {\displaystyle v(t)=V\sin \omega t}